# リエージュ〜バストーニュ〜リエージュ2013
リエージュ〜バストーニュ〜リエージュ2013は、リエージュ〜バストーニュ〜リエージュの99回目のレース。2013年4月21日に行われた。

## 参加チーム
UCIプロチーム
| チーム名                                | 国籍           | コード |
| --------------------------------------- | -------------- | ------ |
| AG2R・ラ・モンディアル                  | フランス       | ALM    |
| アルゴス・シマノ                        | オランダ       | ARG    |
| アスタナ                                | カザフスタン   | AST    |
| ブランコ                                | オランダ       | BLA    |
| BMC・レーシングチーム                   | アメリカ合衆国 | BMC    |
| キャノンデール                          | イタリア       | CAN    |
| エウスカルテル・エウスカディ            | スペイン       | EUS    |
| FDJ                                     | フランス       | FDJ    |
| ガーミン・シャープ                      | アメリカ合衆国 | GRS    |
| カチューシャ                            | ロシア         | KAT    |
| ランプレ・メリダ                        | イタリア       | LAM    |
| ロット・ベリソル                        | ベルギー       | LTB    |
| モビスター・チーム                      | スペイン       | MOV    |
| オリカ・グリーンエッジ                  | オーストラリア | OGE    |
| オメガファーマ・クイックステップ        | ベルギー       | OPQ    |
| レディオシャック・レオパルド            | ルクセンブルク | RLT    |
| チーム・サクソバンク - ティンコフバンク | デンマーク     | TST    |
| チーム・スカイ                          | イギリス       | SKY    |
| ヴァカンソレイユ・DCM                   | オランダ       | VCD    |

招待チーム
- アクセント・ジョブス - ワンティ（ ベルギー、AJW）
- チーム・ヨーロッパカー（ フランス、EUC）
- クレラン - ユーフォニー（ ベルギー、CRE）
- IAM（ スイス、IAM）
- コフィディス（ フランス、COF）
- トップスポート・フラーンデレン - バロワーズ（ ベルギー、TSV）

## 成績
- リエージュ 〜 アンス　261.5㎞

| 順位 | 選手名                   | 国籍           | チーム                 | 時間          |
| ---- | ------------------------ | -------------- | ---------------------- | ------------- |
| 1    | ダニエル・マーティン     | アイルランド   | ガーミン・シャープ     | 6時間38分07秒 |
| 2    | ホアキン・ロドリゲス     | スペイン       | カチューシャ           | +03秒         |
| 3    | アレハンドロ・バルベルデ | スペイン       | モビスター             | +09秒         |
| 4    | カルロス・ベタンクール   | コロンビア     | AG2R・ラ・モンディアル | 同            |
| 5    | ミケーレ・スカルポーニ   | イタリア       | ランプレ・メリダ       | 同            |
| 6    | エンリコ・ガスパロット   | イタリア       | アスタナ               | +18秒         |
| 7    | フィリップ・ジルベール   | ベルギー       | BMC                    | 同            |
| 8    | ライダー・ヘシェダル     | カナダ         | ガーミン・シャープ     | 同            |
| 9    | ルイ・コスタ             | ポルトガル     | モビスター             | 同            |
| 10   | サイモン・ジェラン       | オーストラリア | オリカ・グリーンエッジ | 同            |